# Schizopelex furcifera
Schizopelex furcifera är en nattsländeart som beskrevs av Mclachlan 1880. Schizopelex furcifera ingår i släktet Schizopelex och familjen krumrörsnattsländor. Inga underarter finns listade i Catalogue of Life.